# 费利佩·费尔南德斯-阿尔梅斯特
费利佩·费尔南德斯-阿尔梅斯特（1950年—）是一位西班牙裔英国历史学家，美国聖母大學历史系教授，主要作品有《西班牙殖民者》（The Conquistadors，与马修·雷斯托尔合著，入选牛津通识读本）等。